# Astragalus masenderanus
Astragalus masenderanus är en ärtväxtart som beskrevs av Aleksandr Andrejevitj Bunge. Astragalus masenderanus ingår i släktet vedlar, och familjen ärtväxter. Inga underarter finns listade i Catalogue of Life.